# Short track ai Giochi olimpici
Lo short track fu introdotto ufficialmente ai Giochi olimpici nelle'edizione 1992. Precedentemente fu presentato a Calgary 1988 come sport dimostrativo. Comprende eventi sia maschili che femminili.

## Eventi
| Evento                      | 1988 | 1992 | 1994 | 1998 | 2002 | 2006 | 2010 | 2014 | 2018 | 2022 | Totale |
| --------------------------- | ---- | ---- | ---- | ---- | ---- | ---- | ---- | ---- | ---- | ---- | ------ |
| 500 metri uomini            | (d)  |      | •    | •    | •    | •    | •    | •    | •    | •    | 8      |
| 1000 metri uomini           | (d)  | •    | •    | •    | •    | •    | •    | •    | •    | •    | 9      |
| 1500 metri uomini           | (d)  |      |      |      | •    | •    | •    | •    | •    | •    | 6      |
| 3000 metri uomini           | (d)  |      |      |      |      |      |      |      |      |      |        |
| staffetta 5000 metri uomini | (d)  | •    | •    | •    | •    | •    | •    | •    | •    | •    | 9      |
| 500 metri donne             | (d)  | •    | •    | •    | •    | •    | •    | •    | •    | •    | 9      |
| 1000 metri donne            | (d)  |      | •    | •    | •    | •    | •    | •    | •    | •    | 8      |
| 1500 metri donne            | (d)  |      |      |      | •    | •    | •    | •    | •    | •    | 6      |
| 3000 metri donne            | (d)  |      |      |      |      |      |      |      |      |      |        |
| staffetta 3000 metri donne  | (d)  | •    | •    | •    | •    | •    | •    | •    | •    | •    | 9      |
| staffetta 2000 metri mista  |      |      |      |      |      |      |      |      |      | •    | 1      |
|                             |      |      |      |      |      |      |      |      |      |      |        |
| Totale eventi               | 10   | 4    | 6    | 6    | 8    | 8    | 8    | 8    | 8    | 9    |        |

## Medagliere
Aggiornato a Pechino 2022. In corsivo le nazioni (o squadre) non più esistenti. Non sono incluse le medaglie di Calgary 1988, in quanto evento dimostrativo.
| Pos | Nazione                      | Oro | Argento | Bronzo | Totale |
| --- | ---------------------------- | --- | ------- | ------ | ------ |
| 1   | Corea del Sud                | 26  | 16      | 11     | 53     |
| 2   | Cina                         | 12  | 16      | 9      | 37     |
| 3   | Canada                       | 10  | 13      | 14     | 37     |
| 4   | Stati Uniti                  | 4   | 7       | 9      | 20     |
| 5   | Italia                       | 3   | 6       | 6      | 15     |
| 6   | Paesi Bassi                  | 3   | 3       | 3      | 9      |
| 7   | Russia                       | 3   | 1       | 1      | 5      |
| 8   | Ungheria                     | 2   | 0       | 2      | 4      |
| 9   | Giappone                     | 1   | 0       | 2      | 3      |
| 10  | Australia                    | 1   | 0       | 1      | 2      |
| 11  | Bulgaria                     | 0   | 2       | 1      | 3      |
| 12  | ROC                          | 0   | 1       | 1      | 2      |
| 13  | Belgio                       | 0   | 0       | 1      | 1      |
| 13  | Gran Bretagna                | 0   | 0       | 1      | 1      |
| 13  | Corea del Nord               | 0   | 0       | 1      | 1      |
| 13  | Squadra Unificata            | 0   | 0       | 1      | 1      |
| 13  | Atleti Olimpici dalla Russia | 0   | 0       | 1      | 1      |

## Albo d'oro

### Maschile

#### 500 m
| Edizione                                                 | Oro                                       | Argento                                 | Bronzo                                  |
| -------------------------------------------------------- | ----------------------------------------- | --------------------------------------- | --------------------------------------- |
| Calgary 1988                                             | Wilf O'Reilly                             | Mario Vincent                           | Tatsuyoshi Ishihara                     |
| Evento incluso nel programma olimpico a partire dal 1994 |                                           |                                         |                                         |
| Lillehammer 1994                                         | Chae Ji-hoon                              | Mirko Vuillermin                        | Nicky Gooch                             |
| Nagano 1998                                              | Takafumi Nishitani                        | An Yulong                               | Hitoshi Uematsu                         |
| Salt Lake City 2002                                      | Marc Gagnon                               | Jonathan Guilmette                      | Rusty Smith                             |
| Torino 2006                                              | Apolo Ohno                                | François-Louis Tremblay                 | Ahn Hyun-soo                            |
| Vancouver 2010                                           | Charles Hamelin                           | Sung Si-bak                             | François-Louis Tremblay                 |
| Soči 2014                                                | Viktor An                                 | Wu Dajing                               | Charle Cournoyer                        |
| Pyeongchang 2018                                         | Wu Dajing                                 | Hwang Dae-heon                          | Lim Hyo-jun                             |
| Pechino 2022                                             | Shaoang Liu                               | Konstantin Ivliev                       | Steven Dubois                           |
| Atleta meglio premiato: Viktor An (1/0/1)                | Atleta meglio premiato: Viktor An (1/0/1) | Nazione meglio premiata: Canada (2/2/3) | Nazione meglio premiata: Canada (2/2/3) |

#### 1000 m
| Edizione                                               | Oro                                                    | Argento                                        | Bronzo                                         |
| ------------------------------------------------------ | ------------------------------------------------------ | ---------------------------------------------- | ---------------------------------------------- |
| Calgary 1988                                           | Wilf O'Reilly                                          | Michel Daignault                               | Marc Bella                                     |
| Albertville 1992                                       | Kim Gi-hun                                             | Frédéric Blackburn                             | Lee Jun-ho                                     |
| Lillehammer 1994                                       | Kim Gi-hun                                             | Chae Ji-hoon                                   | Marc Gagnon                                    |
| Nagano 1998                                            | Kim Dong-sung                                          | Li Jiajun                                      | Éric Bédard                                    |
| Salt Lake City 2002                                    | Steven Bradbury                                        | Apolo Ohno                                     | Mathieu Turcotte                               |
| Torino 2006                                            | Ahn Hyun-soo                                           | Lee Ho-suk                                     | Apolo Ohno                                     |
| Vancouver 2010                                         | Lee Jung-su                                            | Lee Ho-suk                                     | Apolo Ohno                                     |
| Soči 2014                                              | Viktor An                                              | Vladimir Grigor'ev                             | Sjinkie Knegt                                  |
| Pyeongchang 2018                                       | Samuel Girard                                          | John-Henry Krueger                             | Seo Yi-ra                                      |
| Pechino 2022                                           | Ren Ziwei                                              | Li Wenlong                                     | Shaoang Liu                                    |
| Atleta meglio premiato: Kim Gi-hun e Viktor An (2/0/0) | Atleta meglio premiato: Kim Gi-hun e Viktor An (2/0/0) | Nazione meglio premiata: Corea del Sud (5/3/2) | Nazione meglio premiata: Corea del Sud (5/3/2) |

#### 1500 m
| Edizione                                                 | Oro                                        | Argento                                        | Bronzo                                         |
| -------------------------------------------------------- | ------------------------------------------ | ---------------------------------------------- | ---------------------------------------------- |
| Calgary 1988                                             | Kim Gi-hun                                 | Louis Grenier                                  | Orazio Fagone                                  |
| Evento incluso nel programma olimpico a partire dal 2002 |                                            |                                                |                                                |
| Salt Lake City 2002                                      | Apolo Ohno                                 | Li Jiajun                                      | Marc Gagnon                                    |
| Torino 2006                                              | Ahn Hyun-soo                               | Lee Ho-suk                                     | Li Jiajun                                      |
| Vancouver 2010                                           | Lee Jung-su                                | Apolo Ohno                                     | J.R. Celski                                    |
| Soči 2014                                                | Charles Hamelin                            | Han Tianyu                                     | Viktor An                                      |
| Pyeongchang 2018                                         | Lim Hyo-jun                                | Sjinkie Knegt                                  | Semën Elistratov                               |
| Pechino 2022                                             | Hwang Dae-heon                             | Steven Dubois                                  | Semën Elistratov                               |
| Atleta meglio premiato: Apolo Ohno (1/1/0)               | Atleta meglio premiato: Apolo Ohno (1/1/0) | Nazione meglio premiata: Corea del Sud (4/1/0) | Nazione meglio premiata: Corea del Sud (4/1/0) |

#### Staffetta 5000 m
| Edizione                                | Oro           | Argento       | Bronzo      |
| --------------------------------------- | ------------- | ------------- | ----------- |
| Calgary 1988                            | Paesi Bassi   | Italia        | Canada      |
| Albertville 1992                        | Corea del Sud | Canada        | Giappone    |
| Lillehammer 1994                        | Italia        | Stati Uniti   | Australia   |
| Nagano 1998                             | Canada        | Corea del Sud | Cina        |
| Salt Lake City 2002                     | Canada        | Italia        | Cina        |
| Torino 2006                             | Corea del Sud | Canada        | Stati Uniti |
| Vancouver 2010                          | Canada        | Corea del Sud | Stati Uniti |
| Soči 2014                               | Russia        | Stati Uniti   | Cina        |
| Pyeongchang 2018                        | Ungheria      | Cina          | Canada      |
| Pechino 2022                            | Canada        | Corea del Sud | Italia      |
| Nazione meglio premiata: Canada (4/1/2) |               |               |             |

#### 3000 m
| Edizione     | Oro        | Argento           | Bronzo           |
| ------------ | ---------- | ----------------- | ---------------- |
| Calgary 1988 | Lee Jun-ho | Charles Veldhoven | Michel Daignault |

### Femminile

#### 500 m
| Edizione                                        | Oro                                             | Argento                               | Bronzo                                |
| ----------------------------------------------- | ----------------------------------------------- | ------------------------------------- | ------------------------------------- |
| Calgary 1988                                    | Monique Velzeboer                               | Eden Donatelli                        | Li Yan                                |
| Albertville 1992                                | Cathy Turner                                    | Li Yan                                | Hwang Ok-sil                          |
| Lillehammer 1994                                | Cathy Turner                                    | Zhang Yanmei                          | Amy Peterson                          |
| Nagano 1998                                     | Annie Perreault                                 | Yang Yang (S)                         | Chun Lee-kyung                        |
| Salt Lake City 2002                             | Yang Yang (A)                                   | Evgenija Radanova                     | Wang Chunlu                           |
| Torino 2006                                     | Wang Meng                                       | Evgenija Radanova                     | Anouk Leblanc-Boucher                 |
| Vancouver 2010                                  | Wang Meng                                       | Marianne St-Gelais                    | Arianna Fontana                       |
| Soči 2014                                       | Li Jianrou                                      | Arianna Fontana                       | Park Seung-hi                         |
| Pyeongchang 2018                                | Arianna Fontana                                 | Yara van Kerkhof                      | Kim Boutin                            |
| Pechino 2022                                    | Arianna Fontana                                 | Suzanne Schulting                     | Kim Boutin                            |
| Atleta meglio premiata: Arianna Fontana (2/1/1) | Atleta meglio premiata: Arianna Fontana (2/1/1) | Nazione meglio premiata: Cina (4/3/1) | Nazione meglio premiata: Cina (4/3/1) |

#### 1000 m
| Edizione                                                           | Oro                                                                | Argento                                        | Bronzo                                         |
| ------------------------------------------------------------------ | ------------------------------------------------------------------ | ---------------------------------------------- | ---------------------------------------------- |
| Calgary 1988                                                       | Li Yan                                                             | Sylvie Daigle                                  | Monique Velzeboer                              |
| Evento incluso nel programma olimpico a partire dal 1994           |                                                                    |                                                |                                                |
| Lillehammer 1994                                                   | Chun Lee-kyung                                                     | Nathalie Lambert                               | Kim So-hui                                     |
| Nagano 1998                                                        | Chun Lee-kyung                                                     | Yang Yang (S)                                  | Won Hye-gyeong                                 |
| Salt Lake City 2002                                                | Yang Yang (A)                                                      | Ko Gi-hyun                                     | Yang Yang (S)                                  |
| Torino 2006                                                        | Jin Sun-yu                                                         | Wang Meng                                      | Yang Yang (A)                                  |
| Vancouver 2010                                                     | Wang Meng                                                          | Katherine Reutter                              | Park Seung-hi                                  |
| Soči 2014                                                          | Park Seung-hi                                                      | Fan Kexin                                      | Shim Suk-hee                                   |
| Pyeongchang 2018                                                   | Suzanne Schulting                                                  | Kim Boutin                                     | Arianna Fontana                                |
| Pechino 2022                                                       | Suzanne Schulting                                                  | Choi Min-jeong                                 | Hanne Desmet                                   |
| Atleta meglio premiata: Chun Lee-kyung e Suzanne Schulting (2/0/0) | Atleta meglio premiata: Chun Lee-kyung e Suzanne Schulting (2/0/0) | Nazione meglio premiata: Corea del Sud (4/2/4) | Nazione meglio premiata: Corea del Sud (4/2/4) |

#### 1500 m
| Edizione                                                   | Oro                                                        | Argento                                        | Bronzo                                         |
| ---------------------------------------------------------- | ---------------------------------------------------------- | ---------------------------------------------- | ---------------------------------------------- |
| Calgary 1988                                               | Sylvie Daigle                                              | Monique Velzeboer                              | Li Yan                                         |
| Evento incluso nel programma olimpico a partire dal 2002   |                                                            |                                                |                                                |
| Salt Lake City 2002                                        | Ko Gi-hyun                                                 | Choi Eun-kyung                                 | Evgenija Radanova                              |
| Torino 2006                                                | Jin Sun-yu                                                 | Choi Eun-kyung                                 | Wang Meng                                      |
| Vancouver 2010                                             | Zhou Yang                                                  | Lee Eun-byeol                                  | Park Seung-hi                                  |
| Soči 2014                                                  | Zhou Yang                                                  | Shim Suk-hee                                   | Arianna Fontana                                |
| Pyeongchang 2018                                           | Choi Min-jeong                                             | Li Jinyu                                       | Kim Boutin                                     |
| Pechino 2022                                               | Choi Min-jeong                                             | Arianna Fontana                                | Suzanne Schulting                              |
| Atleta meglio premiato: Zhou Yang e Choi Min-jeong (2/0/0) | Atleta meglio premiato: Zhou Yang e Choi Min-jeong (2/0/0) | Nazione meglio premiata: Corea del Sud (4/4/1) | Nazione meglio premiata: Corea del Sud (4/4/1) |

#### Staffetta 3000 m
| Edizione                                       | Oro           | Argento       | Bronzo            |
| ---------------------------------------------- | ------------- | ------------- | ----------------- |
| Calgary 1988                                   | Italia        | Giappone      | Canada            |
| Albertville 1992                               | Canada        | Stati Uniti   | Squadra Unificata |
| Lillehammer 1994                               | Corea del Sud | Canada        | Stati Uniti       |
| Nagano 1998                                    | Corea del Sud | Cina          | Canada            |
| Salt Lake City 2002                            | Corea del Sud | Cina          | Canada            |
| Torino 2006                                    | Corea del Sud | Canada        | Italia            |
| Vancouver 2010                                 | Cina          | Canada        | Stati Uniti       |
| Soči 2014                                      | Corea del Sud | Canada        | Italia            |
| Pyeongchang 2018                               | Corea del Sud | Italia        | Paesi Bassi       |
| Pechino 2022                                   | Paesi Bassi   | Corea del Sud | Cina              |
| Nazione meglio premiata: Corea del Sud (6/1/0) |               |               |                   |

#### 3000 m
| Edizione     | Oro          | Argento       | Bronzo             |
| ------------ | ------------ | ------------- | ------------------ |
| Calgary 1988 | Eiko Shishii | Sylvie Daigle | Maria Rosa Candido |

### Mista

#### Staffetta 2000 m
| Edizione     | Oro  | Argento | Bronzo   |
| ------------ | ---- | ------- | -------- |
| Pechino 2022 | Cina | Italia  | Ungheria |